# Єдифлер
Єдифле́р, Єді́-Евлє́р (крим. Yedi Evler, також Семидворье, Тапшан-Гя) — маловодна річка в Україні, на південно-східному березі Криму, на території Ялтинського района, басейн Чорного моря.

## Опис
Довжина річки 7,8 км, площа басейну водосбыру 10,8 км² , найкоротша відстань між витоком і гирлом — 8,07  км, коефіцієнт звивистості річки — 1,12 . Формується багатьма безіменними струмками.

## Розташування
Бере початок на північно-східних схилах гори Демерджі (1239,6 м). Тече переважно на південний схід поміж горами Екатерина (1193,7 м) та Малбанин-Хири (Малаба) (456,8 м), через селище Семидвір'я (до 1944 року — Єді-Ев, крим. Yedi Ev)  і впадає у Чорне море.
Населені пункти вздовж берегової смуги: Лучисте (до 1944 року — Демірджі, крим. Demirci) 

## Цікаві факти
- У пригирловій частині річку перетинає автошлях Р29 (автомобільний шлях регіонального значення на території України, Алушта — Рибаче — Судак — Коктебель — Феодосії)[2].
- На західних схилах гори Малаба над річкою існує автомобільний міст[3][4].
- У верхів'ї річки існує туристична Коров'яча стежка[5] та водоспад Космос (висота падіння води — 18 м)[5][6].
- На правому березі річки розташовані джерело Какич-Чешме[5] та Долина привидів[2].